# بازداشت جیب‌بر
 بازداشت جیب‌بر عنوان فیلمی است بریتانیایی با ژانر مستند، صامت، سیاه و سفید و کوتاه به کارگردانی بیرت ایکر. این فیلم محصول سال ۱۸۹۵ میلادی است.